# Armin Biere
Armin Biere (* 22. April 1967 in Villingen) ist ein deutscher Informatiker. Er ist seit August 2021 Professor für Informatik an der Albert-Ludwigs-Universität Freiburg und leitet das Institut für Rechnerarchitektur.

## Leben
Armin Biere promovierte 1997 im Fach Informatik an der Universität Karlsruhe. Zwei Jahre später arbeitete er bei einem Start-Up in der Electronic Design Automation Industrie nach einem Jahr als Post-Doc an der Carnegie Mellon Universität in Pittsburgh, USA. Von 2000 bis 2004 war er als Assistenzprofessor am Informatik-Departement der ETH Zürich beschäftigt. Von 2004 bis 2021 war er Professor an der Universität Linz und Leiter des Instituts für Formale Modelle und Verifikation. Seit August 2021 besetzt er den Lehrstuhl für Rechnerarchitektur an der Albert-Ludwigs-Universität Freiburg. Zudem organisiert er internationale Konferenzen, Workshops und Wettbewerbe.
Der bedeutendste wissenschaftliche Erfolg gelang Biere als Mitbegründer des Bounded Model Checking (BMC), das seit seiner Einführung 1999 vor allem in der Hardware-Industrie weite Verbreitung gefunden hat.
2024 wurde Biere mit dem Herbrand Award der Conference on Automated Deduction (CADE) ausgezeichnet.

## Arbeits- und Forschungsschwerpunkte
Im Kern seiner Forschung liegen die Formalen Methoden, genauer die Angewandte Formale Verifikation von Hardware und Software unter der Verwendung von Model Checking, aussagenlogischen Techniken wie SAT und QBF und deren Erweiterungen.
Biere erhielt mehrere erste Plätze in internationalen Wettbewerben bei SAT/QBF/SMT Solver.